# Pentafluoruro di platino
Il pentafluoruro di platino o fluoruro di platino(V) è il composto binario di formula PtF5. È uno dei pochi composti dove il platino ha stato di ossidazione +5 (altri esempi sono quelli contenenti l'anione PF6− come O2PtF6 e XePtF6).

## Struttura molecolare
PtF5 ha una struttura tetramerica analoga ai pentafluoruri di rutenio e osmio. Ogni atomo di platino ha coordinazione ottaedrica, con due leganti fluoruro a ponte.
PtF5 cristallizza nel sistema monoclino, gruppo spaziale P21/c, con costanti di reticolo a = 552 pm, c = 1243 pm e β = 99,98°, con 4 unità di formula per cella elementare.

## Sintesi
Il composto fu sintetizzato per la prima volta da Neil Bartlett nel 1960. PtF5 si può ottenere tramite fluorurazione controllata ad alta temperatura e sotto pressione:
2Pt + 5F2 → 2PtF5
oppure per reazione tra dicloruro di platino e fluoro a 350 °C:
2PtCl2 + 5F2 → 2PtF5 + 2Cl2

## Reattività
PtF5 è uno degli ossidanti più forti conosciuti. È stato usato per ossidare O2 a O2+[PtF6]− e Xe a XePtF6.
Reagisce violentemente in acqua ossidandola a ossigeno:
4PtF5 + 10H2O → 4Pt + 20HF + 5O2
Per riscaldamento disproporziona a PtF4 e PtF6:
2PtF5  → PtF4 + PtF6